# 丸山薫
丸山 薫（まるやま かおる、1899年（明治32年）6月8日 - 1974年（昭和49年）10月21日）は、日本の詩人。男性。海軍軍人の松田千秋は義弟（妹こまの夫）にあたる。

## 経歴
官吏をしていた父の任地大分県大分市で生まれる。1歳で長崎市へ移り、以後東京、京城、松江などを転々としたが、父が亡くなったあと、小学6年の秋に母方の祖父を頼って家族4人で愛知県豊橋市に移り住んだ。身内はそこで旅館業をしていたという。豊橋市立八町小学校を卒業し、愛知県立第四中学校（現・愛知県立時習館高等学校）を卒業。海洋への憧れから、周囲の反対を押し切って東京高等商船学校（現・東京海洋大学）を志し、2度目の受験にして合格するが、まもなく脚気のため退学する。この海への憧憬と挫折が、後の詩作の重要なモチーフとなる。その後、第三高等学校（現・京都大学）に移り、そこを卒業する。この時代から、桑原武夫、三好達治、梶井基次郎らと親交を持つ。その後、東京帝国大学（現・東京大学）文学部国文科に入学する。第九次「新思潮」の同人になる。
1928年（昭和3年）に高井三四子と結婚し、同年大学を中退、詩の活動に専念するようになる。船員を志しながらそれを絶たれたことから、船や海、異国にまつわる詩には彼独自の世界が見られる。1933年（昭和8年）に堀辰雄らと「四季」を創刊し、翌年「幼年」で文芸汎論詩集賞を受賞する。晩年の萩原朔太郎と親しく交流する。
終戦を挟んで1944年（昭和19年)から1948年（昭和23年）までは山形県西川町岩根沢に疎開し、そこで岩根沢国民学校の代用教員をした（現在、丸山薫記念館がある）。1948年に身内のいた愛知県豊橋市東雲町に移り、のち東田町東前山へ移る。そこで愛知大学講師（客員）になり、のち客員教授などを務める。1954年（昭和29年）に豊橋文化賞を受賞する。1956年（昭和31年）に、豊橋市多米町蝉川（現・東小鷹野）の家に移る。ここがついの住まいとなる。三好達治などもそこを訪れた。作家の城山三郎がまだ愛知教育大学で経済学の講師だった頃、丸山を自宅に訪ねたこともあるという。1974年10月21日、脳血栓のため豊橋市の自宅で死去。
丸山薫の墓所は、豊橋市牛川町の正太寺にある。

## 作品
代表作に、詩集『帆・ランプ・鴎』（第一書房、1932年12月）、詩集『仙境』（青磁社、1948年3月）、詩集『月渡る』（潮流社、1972年9月）など詩集16冊と短編小説集『蝙蝠館』、エッセイ『蝉川襍記』（蝉川は、彼が住んだ豊橋鉄道市内線「赤岩口」電停界隈の地名、川の名前ではない）などがある。1976年に『丸山薫全集』全5巻が刊行され、2009年には第6巻を増補した『新編　丸山薫全集』が刊行されている。
豊橋市は丸山の業績を記念して、丸山薫賞を設けている。2004年3月、丸山薫賞を設けて10周年を記念して、豊橋市は『丸山薫賞名詩選』を刊行している。編集委員は伊藤桂一が務めている。丸山薫の文学碑は、豊橋市高師町北原の高師緑地（たかしりょくち）にある。また、山形県西川町では1994年に西川町制施行40周年を記念して、丸山薫少年少女文学賞「青い黒板賞」詩作コンクールを開始して、今日に至っている。審査委員長は長らく杉山平一が務めた。このコンクールの最初の提案者は、意外なことに小田実である。西川町岩根沢小学校（閉校中）校庭には、1972年に完成した詩碑がある。

## 著作

### 詩集
- 帆・ランプ・鴎（第一書房 1932年）
- 鶴の葬式（第一書房 1935年）
- 幼年（四季社 1935年）
- 一日集（版画荘 1936年）
- 丸山薫物象詩集（河出書房 1941年）
- 涙した神（ウスヰ書房 1942年）
- 点鐘鳴るところ（桜華社 1943年）
- つよい日本（国民図書刊行会 1944年）
- 北国（臼井書房 1946年）
- 十年（創元社 1948年）
- 花の芯（創元社 1948年）
- 仙境（青磁社 1948年）
- 青い黒板（ニューフレンド 1948年）
- 青春不在（創元社、1952年）
- 連れ去られた海（潮流社 1962年）
- 月渡る（潮流社 1972年）
- 蟻のいる顔 （中央公論社　1973年）…生前最後の詩集。駒井哲郎銅版画による詩画集で、235部限定出版の豪華本。

### 詩選集
- 丸山薫詩集（昭南書房 1943年）
- 丸山薫詩集（東京創元社 1958年）
- 丸山薫詩集（弥生書房 1968年）
- 丸山薫詩集（思潮社 1989年）

### 随筆
- 蝉川襍記（潮流社 1976年）

### 小説・童話
- 蝙蝠館（版画荘 1932年）
- ヤシノミノタビ（帝国教育会出版部 1942年）

### 全集
- 丸山薫全集（全5巻 角川書店 1976年-1977年）
1-3 詩、4 小説、評論、エッセイ、5 書簡、公開日記
- 新編 丸山薫全集（全6巻 角川学芸出版 2009年）
第5巻までは上記全集の復刊（ただし月報が省略されている）。
補遺として1000ページ強の第6巻を加え、上記の全集に未収録であった薫自身のテクスト（戦時下の詩篇、初期の幻想短篇小説、詩論・エッセイなど）、座談会、来簡、および書誌や校異などの訂正データを増補している。

### 作詞
- 豊橋市歌（作曲：古関裕而） [6]
- 高浜市立吉浜小学校
- 浜松市立曳馬中学校校歌[7]
- 静岡県立榛原高等学校校歌
- 愛知県立瑞陵高等学校校歌
- 刈谷市立衣浦小学校校歌
- 刈谷市立依佐美中学校校歌
- 愛知県立千種高等学校校歌
- 愛知県立国府高等学校校歌
- 名古屋市立中央高等学校